# Ласло Бачай
Ласло Бачай (угор. Bácsay László, 1904 — ?) — угорський футболіст, що грав на позиції воротаря.

## Клубна кар'єра
У 1927 році був учасником другого чвертьфінального матчу кубка Мітропи між «Уйпештом» та  «Славією», що завершився з нічийним рахунком 2:2. У складі «Уйпешта» виступав протягом двох сезонів, хоча гравцем основи не був, зігравши лише шість матчів у чемпіонаті. 
Далі у вищому угорському дивізіоні грав у командах «Баштя» (Сегед) і «Шорокшар» (Будапешт). Загалом у чемпіонаті Угорщини зіграв 15 матчів.